# Эмине-султан (дочь Мустафы II)
Эмине́-султан (тур. Emine Sultan; осман. امینہ سلطان‎; 1696, Эдирне — ок. 1739, Стамбул) — дочь султана Мустафы II и сестра султанов Махмуда I и Османа III. Супруга великого визиря Чорлулу Дамата Али-паши.

## Биография

### Ранние годы
Эмине-султан была одной из дочерью султана Мустафы II, но имя её матери неизвестно; дата её рождения указывается, как 1696 год. В 1701 году, когда Эмине-султан было 5 лет, она была обручена с губернатором Дамаска Хасаном-пашой, но помолвка в том же году была расторгнута.
В том же году (или в 1703 году) Эмине-султан была обручена с Чорлулу Али-пашой. Обручение Эмине-султан состоялась одновременно с обручением её сестёр Сафие-султан и Айше-султан, которые были её ровесницами. 
В августе 1703 года султан Мустафа II отрёкся от престола в пользу брата Ахмеда III, который затем решил устроить браки своих племянниц.

### Браки
В апреле 1708 года в возрасте 11 лет Эмине-султан вышла замуж за  великого визиря Чорлулу Дамата Али-паши, который был старше неё на 26 лет. Свадебная процессия, которую возглавляли высшие государственные сановники, направилась из дворца Топкапы, выйдя через Имперские ворота и прошла мимо церкви Святой Ирины и купальни мечети Айя-София, а затем прошла по улице Согукчешме. Этот маршрут считался коротким и прямым, которым пользовались в торжественные дни. 
В декабре 1711 года был казнён Чорлулу Дамат Али-паша и Эмине-султан в возрасте 15 лет стала вдовой. Вторым мужем для Эмине-султан стал губернатор Трабзона Реджеп-паша. Этот брак датирован 1712 годом. Брак с Реджепом-пашой продлился 14 лет и в 1726 году Реджеп-паша умер. Третьим мужем для Эмине-султан стал Ибрагим-паша, брак с которым датирован 1724 годом.
Четвёртым и последним мужем для Эмине-султан стал Мухассил Абдулла-паша, брак с которым был заключён в 1728 году. Этот брак продлился восемь лет и в 1736 году Абдулла-паша умер, а Эмине-султан осталась вдовой в четвёртый раз.

### Смерть
После смерти супруга она прожила следующие годы вдовой. Эмине-султан скончалась в Стамбуле в возрасте 42/43 лет, по разным данным она умерла в 1738 или в 1739 году. Её тело было похоронено в Мевлевиханеси Йеникапы.